# 施倫肯山
47°40′54″N 13°12′47″E / 47.68167°N 13.21306°E

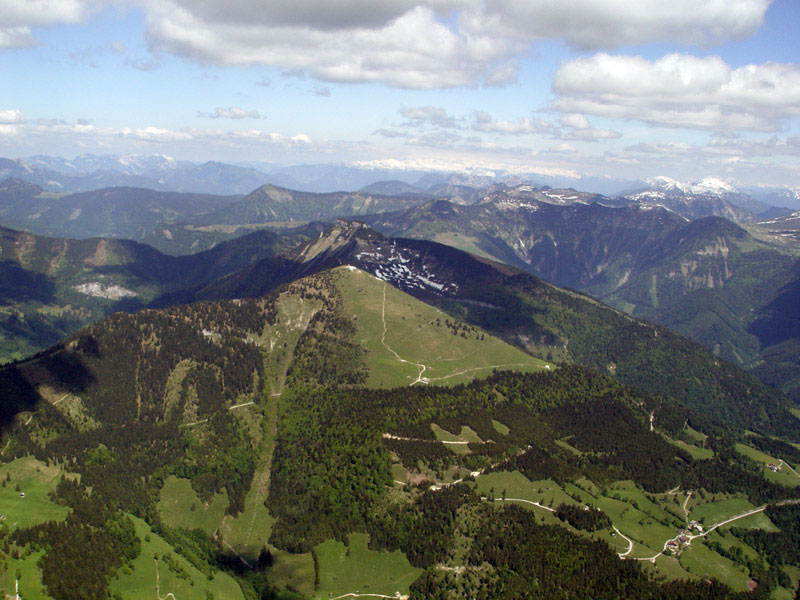

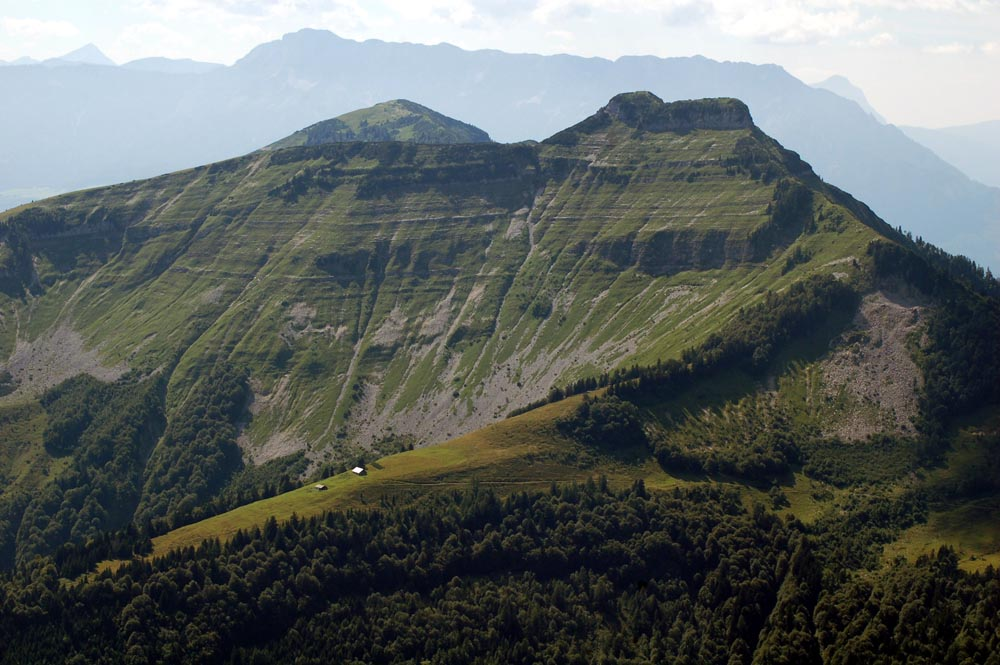

施倫肯山（德語：Schlenken），是奧地利的山峰，位於該國中部，由薩爾茨堡州負責管轄，屬於薩爾茲卡默古特山脈的一部分，距離施米滕斯泰因山1.7公里，海拔高度1,648米，每年平均降雨量1,894毫米。